# Joseph Smits van Waesberghe
Joseph Maria Antonius Franciscus (Jos.) Smits van Waesberghe S.J., född 18 april 1901 i Breda i Nederländerna, död 9 oktober 1986 i Amsterdam, var en nederländsk musikolog.
Smits van Waesberghe ägnade större delen av sin vetenskapliga forskning åt den italienske musikteoretikern  Guido från Arezzo. Han publicerade 1953 en studie av Guidos liv och verk på latin.
Smits van Waesberghe utnämndes till hedersdoktor vid Pontificio Istituto di Musica Sacra i Rom och utsågs 1976 till riddare av den nederländska Lejonorden (De Orde van de Nederlandse Leeuw).